# Hymn Iranu
Hymn Iranu został przyjęty w roku 1990 w wyniku konkursu, ogłoszonego po śmierci Ruhollaha Chomejniego. Słowa zostały napisane kolektywnie, a muzykę skomponował Hassan Riahi. Zastąpił on do tej pory używany utwór Payandeh Bada Iran, wychwalający rewolucję islamską.

## Słowa
| Oryginał | Transliteracja | Transkrypcja fonetyczna (MAF) |
| سر زد از افق مهر خاوران فروغ دیده‌ی حق‌باوران بهمن فر ایمان ماست پیامت ای امام، استقلال، آزادی، نقش جان ماست شهیدان، پیچیده در گوش زمان فریادتان پاینده مانی و جاودان جمهوری اسلامی ایران | Sär zäd äz ofoq mehre chawäran, Foruqe dideje häq bawäran. Bähmän, fäře Imane mast. Päjamät ej Emam, esteqlal, azadi, näqsze dżane mast. Szähidan, picide där gusze zäman färjadetan. Pajände mani o dżawedan. Dżomhurije Eslamije Iran! | [sæɹ zæd̪ æz ofoɢ mehɾe xɒːvæɾɒːn ǀ] [foɾuːɣe d̪iːd̪eje hæɢ bɒːvæɾɒːn ‖] [bæhmæn ǀ fære iːmɒːne mɒːst̪ʰ ‖] [pʰæjɒːmæt̪ʰ ej emɒːm ǀ est̪ʰeɢlɒːl ǀ ɒːzɒːd̪i: ǀ næxʃe d͡ʒɒːne mɒːst̪ʰ ‖] [ʃæhiːd̪ɒːn ǀ pʰiːt͡ʃʰiːd̪e d̪æɾ ɡuːʃe zæmɒːn fæɾjɒːd̪et̪ʰɒːn ‖] [pʰɒːjænd̪e mɒːniːjo d͡ʒɒːved̪ɒːn ‖] [d͡ʒomhuːɾiːje eslɒːmiːje iːɾɒːn ‖] |

### Tłumaczenie
Ponad horyzont wchodzi słońce

Światłem w oczach Wierzących w sprawiedliwość jest Bahman – zenit naszej wiary

Twoje przesłanie, o Imamie, przesłanie niezależności i wolności zapisane jest w naszych duszach.

O Męczennicy! Echo Waszych okrzyków dźwięczy w uszach czasu:

Bądź trwała, ciągła i wieczna,

Islamska Republiko Iranu!